# Acraea marginipunctata
Acraea marginipunctata är en fjärilsart som beskrevs av Le Doux 1931. Acraea marginipunctata ingår i släktet Acraea och familjen praktfjärilar. Inga underarter finns listade i Catalogue of Life.